# Hedorah
Hedorah (ヘドラ Hedora?) (también conocido como el monstruo de smog y la burbuja tóxica) es un gigantesco monstruo ficticio, un daikaiju (gran monstruo) que ha aparecido en diversas películas de Godzilla. Fue visto por primera vez en la película de 1971 Godzilla vs. Hedorah (titulada Godzilla vs. the Smog Monster en EE. UU.). Hedorah fue nombrado a partir de hedoro (ヘドロ), la palabra japonesa para fango, vómito, babaza o desecho químico.

## Descripción
Hedorah llegó a la Tierra como una espora alienígena pegada a un meteoro que pasó muy cerca del planeta. Esta primitiva espora mutó rápidamente en contacto con los desechos industriales provocando que después de varias etapas terminara convirtiéndose en una gigantesca masa de desperdicios moviéndose en tierra en busca de formas más concentradas de contaminación, rociando nubes de ácido sulfúrico y desintegrando cualquier cosa viviente que se encuentre en su camino. Hedorah es un monstruo compuesto por millones de esporas, por lo que es amorfo.
Las transformaciones de Hedorah y composición fisiológica sirvieron de inspiración para Destoroyah.

## Poderes y habilidades
Hedorah en las películas ha demostrado ser un formidable oponente ya que cuenta con habilidades sorprendentes: Hedorah es capaz de concentrar su energía en un par de potentes rayos directos de sus ojos capaces de causar un tremendo daño. Hedorah, al estar hecho de desperdicios industriales puros, cuenta con un toque ácido que desintegra casi cualquier cosa con la que entra en contacto, también de su cuerpo emana una serie de venenosos gases. Hedorah se puede adaptar a todos los medios: acuáticos, terrestres y aéreos. Es capaz de transformar su cuerpo a voluntad volviéndose un gigantesco plato volador inmune a los golpes físicos por su naturaleza cambiante.

## Godzilla vs. Hedorah
Hedorah es un alienígena instalado en la Tierra que empieza a alimentarse de polución. Las acciones de Hedorah llaman la atención de Godzilla quien ataca al monstruo de polución que se está alimentando del humo de una chimenea. Al mismo tiempo, Hedorah toma su forma original y es vencido fácilmente por Godzilla. Las dos criaturas tienen una serie de batallas sobre Japón, y Hedorah sigue creciendo más grande y poderoso, y logra convertirse en un ser con forma de platillo volador, permitiéndole volar y esparcir una niebla de ácido sulfúrico sobre Japón mientras destruye varias fábricas. Hedorah y Godzilla tienen una confrontación final cerca del Monte Fuji, en donde Hedorah toma su forma final, una pila de baba humanoide bípeda. Gracias a su ácido, cuerpo venenoso, y también sus rayos oculares, Hedorah casi le da fin a Godzilla en la pelea. De cualquier modo, los humanos traen un par de electrodos gigantescos cerca del monstruoso kaiju con la intención de crear una zona supercaliente donde deshidratarán a Hedorah. Durante un período de la pelea donde Godzilla está noqueado, Hedorah es atraído entre los electrodos. Desafortunadamente, se quema un fusible y los electrodos quedan inútiles.
Afortunadamente, Godzilla vuelve al rescate, usando su rayo para re-energizar los electrodos. Gravemente deshidratado por los electrodos, Hedorah prueba el escape cuando en el momento más famoso del film, Godzilla usa su aliento atómico como un jet para propulsarse él mismo por el aire tras el monstruo de baba y logra traer a Hedorah a los electrodos para completar el secado. Sintiendo el secado del lodo húmedo dentro de la cáscara de Hedorah, Godzilla procede a desgarrar y a sacar afuera las entrañas de Hedorah y usar los electrodos para finalmente matar los remanentes de Hedorah, la burbuja tóxica.
Hedorah mató a miles de personas, incluyendo la tripulación de un barco petrolero, 40 personas la primera vez que estuvo en tierra, 1600 personas cuando esparció por primera vez la nube de ácido en el aire, y un gran grupo de jóvenes en la cima del Monte Fuji. Además, 3,000,000 personas fueron heridas o muertas por el smog de Hedorah. De todos modos, él parece capaz de "escupir" al gato que capturó al principio de la película y no destruirlo y ser capaz de controlar su toxicidad o tener alguna afinidad por la fauna.

## Apariciones en otros medios
- Hedora aparece como villano en el juego de Nintendo de 1988 Godzilla: Monstruo de monstruos, y en su secuela, La Guerra de los Monstruos. Hedorah también aparece en el juego Game Boy de Godzilla, en él, junto con el King Ghidorah, es el único monstruo sin afectar por los golpes de Godzilla. También aparece en el arte de tapa del álbum de Frank Zappa "Sleep Dirt" de 1979.

- Hedorah también hizo un cameo en el videojuego Godzilla: Destroy All Monsters Melee, en donde aparece en forma de disco. Es posible destruirlo, pero es muy difícil.

- Hedorah es el capataz en "Godzilla Unleashed: Double Smash".

- Hedorah es el nombre de una banda británica de guitarra de Reading (UK).
- Hedorah también apareció en godzilla final wars

## Filmografía
- Godzilla vs. Hedorah (1971)
- Godzilla: Final Wars (2004)